# Spoorlijn Mecklenbeck - Sudmühle
De Spoorlijn Mecklenbeck - Sudmühle ook wel Güterumgehungsbahn Münster genoemd is een Duitse spoorlijn tussen Mecklenbeck en Sudmühle in Münster en als spoorlijn 2010 onder beheer van DB Netze. De lijn is alleen in gebruik voor goederenvervoer om Münster Hauptbahnhof te vermijden.

## Geschiedenis
De spoorlijn werd geopend in 1930. De reden voor de was de sterke toename van goederenverkeer in de regio en het feit dat Münster Hauptbahnhof niet over passeersporen beschikte voor goederentreinen en deze wegens ruimtegebrek ook niet aangelegd konden worden.
Van het oorspronkelijke plan om een groot rangeerstation aan te leggen waarop alle in Münster bij elkaar komende spoorlijnen zouden worden aangesloten is alleen de ringspoorlijn gebouwd. Aan de bruggen en viaducten is te zien dat de lijn volledig tweesporig gepland was.

## Aansluitingen
In de volgende plaatsen is of was er een aansluiting op de volgende spoorlijnen:
MecklenbeckDB 2200, spoorlijn tussen Wanne-Eickel en Hamburg
DB 2265, spoorlijn tussen Empel-Rees en Münster
KanalDB 2011, Spoorlijn tussen de aansluiting Lechtenberg en Kanal
SudmühleDB 2200, spoorlijn tussen Wanne-Eickel en Hamburg

## Elektrificatie
Het traject werd in 1968 geëlektrificeerd met een wisselspanning van 15.000 volt 16⅔ Hz.